# Sistema educativo de Italia

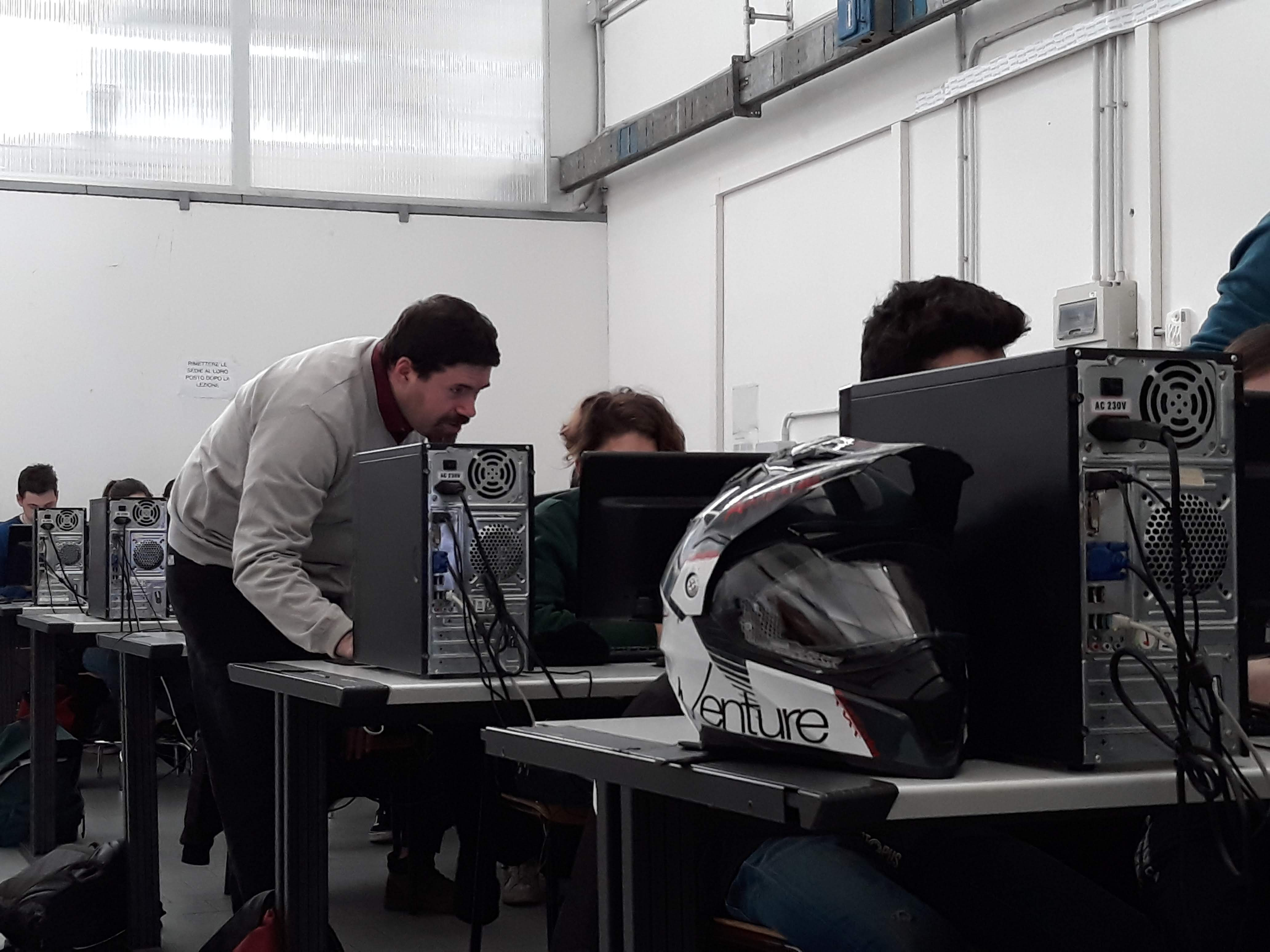
Estudiantes en el aula del Instituto Capellini.

El sistema educativo en Italia está regulado por el Ministerio de Educación y el Ministerio de Universidades e Investigación. La enseñanza es obligatoria desde los seis a los dieciséis años, y está dividida en cinco etapas: preescolar (scuola dell'infanzia), educación primaria (scuola primaria o scuola elementare), educación secundaria inferior (scuola secondaria di primo gradoscuola media inferiore), educación secundaria superior (scuola secondaria di secondo grado o scuola media superiore) y educación universitaria (università). La educación es gratuita en Italia y está disponible para los niños de todas las nacionalidades que residen en Italia. Italia tiene un sistema educativo público y privado.
El Programa para la Evaluación Internacional de Estudiantes (Informe PISA) coordinado por la OCDE actualmente clasifica el conocimiento y las habilidades generales de los jóvenes italianos de quince años en el puesto 34.º del mundo en lectura, matemáticas y ciencias, muy por debajo del promedio de la OCDE de 493. El rendimiento promedio según la OCDE de los jóvenes italianos de quince años en ciencias ha disminuido en gran medida, y la proporción de alumnos de bajo rendimiento en ciencias y lectura ha desarrollado una fuerte tendencia al alza. La proporción de Italia de los mejores alumnos en lectura y ciencias también ha disminuido.

## Educación Primaria
La escuela primaria (scuola primaria, también conocida como scuola elementare), suele ir precedida de tres años de guardería no obligatoria (o jardín de infancia, asilo). La escuela primaria dura cinco años. Hasta la secundaria, el currículo educativo es el mismo para todos los alumnos: aunque se puede asistir a una escuela privada o pública, las materias que se estudian son las mismas (a excepción de las escuelas especiales para ciegos o sordos). Los estudiantes reciben una educación básica en italiano, inglés, matemáticas, ciencias naturales, historia, geografía, estudios sociales y educación física. Algunas escuelas también tienen español o francés, artes musicales y artes visuales.
Hasta 2004, los alumnos debían aprobar un examen para acceder a la escuela secundaria (scuola secondaria di primo grado), que comprendía la redacción de un ensayo breve en italiano, una prueba escrita de matemáticas y una prueba oral sobre las demás materias. El examen se suspendió y los alumnos ahora pueden ingresar directamente a la escuela secundaria.
Por lo general, los estudiantes comienzan la escuela primaria a los 6 años, pero los estudiantes que nacen entre enero y marzo y todavía tienen 5 años pueden acceder temprano a la escuela primaria; esto se llama primina y los estudiantes que lo hacen se llaman anticipatari. Por ejemplo, un estudiante nacido en febrero de 2002 puede asistir a la escuela primaria con estudiantes nacidos en 2001.

## Educación Secundaria
La educación secundaria en Italia dura 8 años y se divide en dos etapas: la escuela secundaria de primer grado (scuola secondaria di primo grado, también conocida como scuola media) y la escuela secundaria de segundo grado o superior (scuola secondaria di secondo grado, también conocida como scuola superiore). la escuela secundaria dura tres años (aproximadamente de los 11 a los 14 años), y la escuela secundaria superior dura cinco años (aproximadamente de los 14 a los 19 años). Cada etapa implica un examen al final del último año, requerido para obtener un título y tener acceso a educación superior. Tanto en secundaria como en preparatoria, los estudiantes permanecen en el aula la mayor parte del tiempo (pero por ejemplo durante la educación física se mueven al gimnasio), por lo que son los maestros quienes tienen que moverse de un aula a otra durante la jornada lectiva.
En la escuela secundaria de primer grado los alumnos comienzan la escuela a las 8:00 a. m. y terminan a la 1:00 p. m. (pueden comenzar más tarde, pero siempre deben asistir a la escuela por lo menos cinco horas, con algunas diferencias según los días que asistan), mientras que en la escuela secundaria superior asisten a la escuela de 5 a 8 horas diarias dependiendo del día de la semana y de las reglas de la escuela. Por lo general, no hay descansos entre cada clase, pero la mayoría de las escuelas tienen un receso que dura de 15 a 30 minutos a la mitad de la jornada. Si los estudiantes tienen que quedarse en la escuela incluso después del almuerzo, hay un receso más largo para que puedan comer y descansar.
Hay tres tipos de escuela secundaria, dividida posteriormente en mayor especialización. En cada uno de ellos se imparten materias, como italiano, inglés, matemáticas, historia, pero la mayoría de las materias son peculiares de un tipo particular de curso (es decir, griego antiguo en el Liceo Classico, economía empresarial en el Istituto tecnico-economico o escenografía en el Liceo Artístico):
- Liceo (liceo)

La formación que se recibe en un Liceo es mayoritariamente teórica, con una especialización en un campo de estudios específico que puede ser:
- humanidades y antigüedad (liceo classico),
- matemáticas y ciencias (liceo scientifico),
- lenguas extranjeras (liceo linguistico),
- psicología y pedagogía (liceo delle scienze umane),
- economía (liceo economico-sociale),
- bellas artes (liceo artistico).

Además, algunas escuelas tienen opciones especiales con más horas para algunas materias, algunas lecciones en inglés o algunos cursos diferentes (llamados indirizzi) como el Liceo Scientifico que tiene indirizzo liceo scientifico (o indirizzo tradizionale), con latín, o indirizzo liceo scientifico-scienze applicate donde no hay latín sino informática.
- Istituto tecnico (Instituto técnico)

La educación impartida en un Istituto tecnico ofrece tanto una amplia formación teórica como una especialización en un campo de estudios específico (por ejemplo: economía, administración, tecnología, turismo, agronomía), a menudo integrado con una pasantía de tres/seis meses en una empresa, asociación o universidad, del tercero al quinto y último año de estudio.
- Istituto professionale (instituto profesional)

Este tipo de escuela ofrece una forma de educación secundaria orientada hacia materias prácticas (ingeniería, agricultura, gastronomía, asistencia técnica, artesanías), y permite a los estudiantes comenzar a buscar trabajo tan pronto como hayan terminado sus estudios, a veces antes, como algunas escuelas que ofrecen un diploma después de tres años en lugar de cinco.
Cualquier tipo de bachillerato con una duración de 5 años da acceso al examen final, llamado esame di maturità o esame di stato, que se realiza todos los años entre junio y julio y da acceso a la universidad.[12] Este examen consiste en un examen oral y pruebas escritas. Algunos de ellos, como el italiano, son iguales para todas las escuelas, mientras que otros son diferentes según el tipo de escuela. Por ejemplo, en el Liceo classico los alumnos tienen que traducir un texto en latín o griego antiguo; en el Liceo Scientifico los alumnos tienen que resolver problemas de matemáticas o física.
El Programa para la Evaluación Internacional de Estudiantes (Informe PISA) coordinado por la OCDE actualmente clasifica el conocimiento y las habilidades generales de los jóvenes italianos de 15 años en el puesto 34 del mundo en lectura, matemáticas y ciencias, muy por debajo del promedio de la OCDE de 493. El rendimiento promedio de la OCDE de los jóvenes italianos de 15 años en ciencias ha disminuido en gran medida, y la proporción de alumnos de bajo rendimiento en ciencias y lectura ha desarrollado una fuerte tendencia al alza. La proporción de Italia de los mejores alumnos en lectura y ciencias también ha disminuido. Un estudiante italiano suele tener 19 años cuando ingresa a la universidad.

## Educación Superior
Italia tiene una gran red internacional de universidades y escuelas públicas o afiliadas al estado que ofrecen títulos en educación superior. Las universidades estatales de Italia constituyen el porcentaje principal de la educación terciaria en Italia y se administran bajo la supervisión del Ministerio de Universidades e Investigación.
Las universidades italianas se encuentran entre las universidades más antiguas del mundo; la Universidad de Bolonia (fundada en 1088) en particular, es la más antigua de todas; además, la Universidad de Padua, fundada en 1222, y la Universidad de Nápoles Federico II son las universidades más antiguas de Europa. La mayoría de las universidades en Italia son financiadas por el estado.
También hay una serie de Escuelas Superiores de Graduados (Grandes écoles) o Scuola Superiore Universitaria, que ofrecen títulos oficialmente reconocidos, incluido el Diploma di Perfezionamento equivalente a un Doctorado, Dottorato di Ricerca, es decir, Doctorado en Investigación o Doctor Philosophiae, es decir, Doctorado. Algunas de ellas también organizan cursos de Máster. Hay tres Escuelas Superiores de Graduados con "estatus de universidad", tres institutos con el estatus de Colegios de Doctorado, que funcionan a nivel de grado y posgrado. Nueve escuelas más son ramificaciones directas de las universidades (es decir, no tienen su propio 'estatus universitario'). La primera es la Scuola Normale Superiore di Pisa (fundada en 1810 por Napoleón como una rama de la École Normale Supérieure), tomando el modelo de organización de la famosa École Normale Supérieure. Estas instituciones se conocen comúnmente como Scuole di Eccellenza (es decir, 'Escuelas de Excelencia').
Italia alberga una amplia variedad de universidades, colegios y academias. Fundada en 1088, la Universidad de Bolonia es probablemente la más antigua del mundo. En 2009, la Universidad de Bolonia es, según The Times, la única universidad italiana entre las 200 mejores universidades del mundo. La Universidad Bocconi de Milán ha sido clasificada entre las 20 mejores escuelas de negocios del mundo por los ránquines internacionales de The Wall Street Journal, especialmente gracias a su programa de Maestría en Administración de Empresas (MBA), que en 2007 la ubicó en el puesto n.º 17 en el mundo en términos de preferencia de contratación de graduados por parte de las principales empresas multinacionales. Bocconi también fue clasificada por Forbes como la mejor del mundo en la categoría específica relación calidad-precio. En mayo de 2008, Bocconi superó a varias de las mejores escuelas de negocios globales tradicionalmente en la lista de clasificación de educación ejecutiva del Financial Times, alcanzando el número 5 en Europa y número 15 en el mundo.
Otras universidades y escuelas politécnicas importantes son la Università Cattolica del Sacro Cuore en Milán, la Universidad Internacional Libre de Guido Carli en Roma, la Universidad Politécnica de Turín, el Politecnico di Milano (que en 2011 fue clasificada como la 48.ª mejor universidad técnica del mundo por la Clasificación mundial de universidades QS), la Universidad de Roma La Sapienza (que en 2005 fue la 33.ª mejor universidad de Europa, y se encuentra entre las 50 mejores universidades de Europa y las 150 del mundo y en 2013, el Center for World University Rankings clasificó la Universidad Sapienza de Roma como la 62.º en el mundo y la primera en Italia en su World University Rankings y la Universidad de Milán (cuyas actividades de investigación y docencia se han desarrollado a lo largo de los años y han recibido un importante reconocimiento internacional). Esta Universidad es el único miembro italiano de la Liga de Universidades de Investigación Europeas (LERU), un prestigioso grupo de veinte universidades europeas intensivas en investigación. También ha sido galardonada con posiciones de ranquin como la 1.ª en Italia y la 7.ª en Europa (The Leiden Ranking – Universiteit Leiden).

## Educación de adultos
Los Centros Provinciales de Educación de Adultos (CPIA) se establecieron a partir del año académico 2014/2015. Heredan las funciones que antes desempeñaban los Centros Territoriales Permanentes (CTP) y las instituciones educativas donde se imparten los cursos vespertinos. Pueden registrarse en ellos:
- Los adultos, incluidos los extranjeros, que no hayan cumplido con la obligación de educación y pretendan obtener el título final del primer ciclo de educación;
- Los adultos, incluidos los extranjeros, que estén en posesión del título final de primer ciclo de enseñanza y que pretendan obtener el título final de segundo ciclo de enseñanza;
- Adultos extranjeros que pretendan inscribirse en los cursos de alfabetización y aprendizaje de la lengua italiana;
- Los jóvenes que hayan cumplido 16 años y que, estando en posesión del título final del primer ciclo de enseñanza, acrediten que no pueden asistir a cursos diurnos.

Los cursos de educación de adultos de los CPIA, incluidos los que se desarrollan en los institutos de prevención y sanción, se organizan en tres vías:
- Itinerarios de formación de primer nivel, divididos a su vez en:
  - Primer período didáctico (ex-secundaria), brindado por la CPIA, dividido en:
  - Segundo periodo didáctico (primer bienio superior, hasta completar la enseñanza obligatoria).
- Cursos de educación de segundo nivel (Bachillerato Técnico, Profesional y Artístico), impartidos por el IIS, divididos en:
  - Primer periodo didáctico (ingreso al segundo bienio superior),
  - Segundo periodo docente (ingreso al último curso superior),
  - Tercer período didáctico (adquisición del diploma).
- Cursos de alfabetización y aprendizaje de la lengua italiana, proporcionados por los CPIA.